# میلو کسادا
میلو کِسادا (اسپانیایی: Milo Quesada‎؛ ۱۶ آوریل ۱۹۳۰ – ۱۲ دسامبر ۲۰۱۲) بازیگر اهل آرژانتین بود که در بیش از ۷۰ فیلم نقش‌آفرینی نمود.
از فیلم‌هایی که وی در آن نقش داشته است، می‌توان به قاضی خونخوار، دوبار شلیک کن، ضیافت تراژیک، سرباز حرفه‌ای و دختری که زیاد می‌دانست اشاره کرد.